# فيودور اسموسين
فيودور اسموسين (بالدنماركية: Feodor Asmussen)‏ هو مهندس معماري دنماركي، ولد في 1887، وتوفي في 1961.